# Halifax Bay Wetlands National Park
Halifax Bay Wetlands National Park är en park i Australien. Den ligger i delstaten Queensland, omkring 1 200 kilometer nordväst om delstatshuvudstaden Brisbane. Arean är 18,0 kvadratkilometer.
Trakten är glest befolkad. Genomsnittlig årsnederbörd är 1 480 millimeter. Den regnigaste månaden är februari, med i genomsnitt 395 mm nederbörd, och den torraste är augusti, med 13 mm nederbörd.